# Topografov virus
Вирус Топографов (англ. Topografov virus, или Topografov hantavirus) относится к роду хантавирусов (Hantavirus). Распространён на территории России, преимущественно в Красноярском крае. Не является патогенным для человека, хотя известны случаи заражения. Ближайшими родственниками являются вирус Пуумала и Khabarovsk virus.

## История изучения
Вирус был обнаружен в 1994 году во время Шведско-Российской экологической экспедиции в тундру. Летом того же года экспедиция занималась поимкой грызунов для изучения распространения хантавирусов на территории Сибири. В рамках данного исследования был пойман 61 сибирский лемминг. В образцах печени шести из них был обнаружен антиген против вируса Пуумала. После филогенетического анализа образов полученных с помощью зараженных в лаборатории норвежских леммингов, было установлено, что генотип этого вируса не похож ни на один из до сих пор описанных. Было принято решение дать ему имя в честь реки Топографов, где были пойманы лемминги. В 2016 году название вида изменено, как и у других Bunyavirales.

## Переносчик
Естественным резервуаром Topografov hantavirus является сибирский лемминг.